# 양밍구

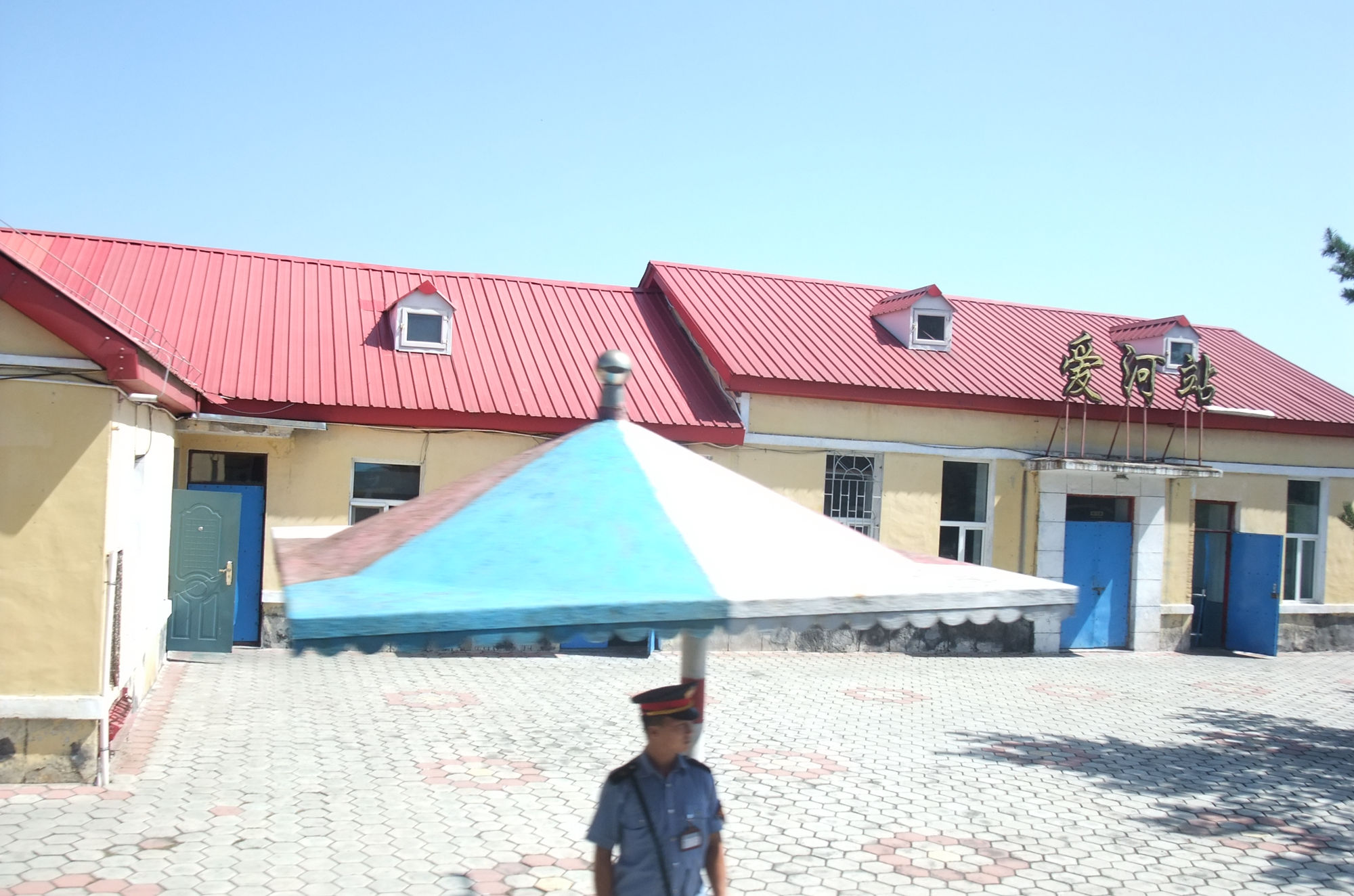

양밍구(한국어: 양명구, 중국어: 阳明区, 병음: Yángmíng Qū)는 중화인민공화국 헤이룽장성 무단장 시의 행정구역이다. 넓이는 358km2이고, 인구는 2007년 기준으로 150,000명이다.

## 행정 구역
4개 가도, 4개 진을 관할한다.
- 가도: 大庆街道, 前进街道, 新兴街道, 阳明街道.
- 진: 铁岭镇, 桦林镇, 磨刀石镇, 五林镇.